# Athos
Der Berg Athos (altgriechisch Ἄθως Áthōs, neugriechisch Άθως Áthos; seit byzantinischer Zeit meist Άγιον Όρος Ágion Óros, „Heiliger Berg“) ist eine orthodoxe Mönchsrepublik mit autonomem Status unter griechischer Souveränität in Griechenland.

## Geographie
Der Athos befindet sich auf dem gleichnamigen östlichen Finger der Halbinsel Chalkidikí in der Region Zentralmakedonien. Das Territorium misst 43 Kilometer von Nordwest nach Südost und umfasst rund 336 km²; es zählt 1811 (mönchische) Einwohner zuzüglich Verwaltungsangestellten, Polizisten, Geschäftsbesitzern und einer saisonal wechselnden Zahl von zivilen Arbeitern. Im allgemeinen Sprachgebrauch steht der Begriff „(Berg) Athos“ entweder für die ganze Halbinsel Athos mit dem Mönchsstaat oder auch nur für den eigentlichen Berg an der Südostspitze der Halbinsel, der 2033 Meter hoch ist.
Die maximal 8,5 km breite Halbinsel im geographischen Sinn reicht rund 6,9 bis 9 Kilometer weiter nach Westen bis zum Isthmus, der früher vom Xerxes-Kanal durchschnitten war.
Die gesamte Athos-Halbinsel ist als Natura-2000-Schutzgebiet Chersonisos Athos ausgewiesen.

## Geschichte

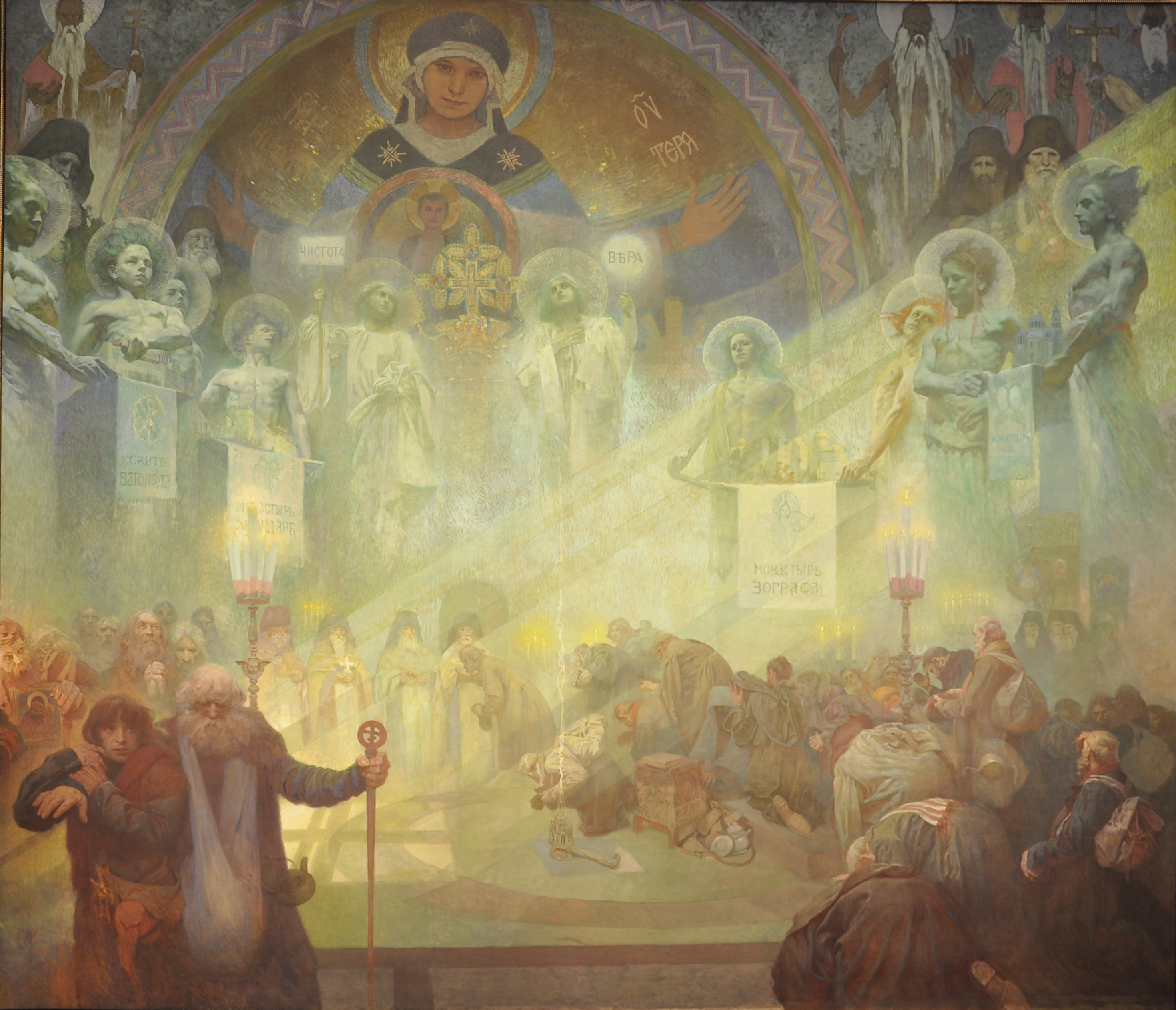
Der heilige Berg Athos als Ziel ostslawischer Pilger (Gemälde von 1926 aus dem Slawischen Epos von Alfons Mucha)

Wenn auch gelegentlich der Beginn der Geschichte der Klöster und Mönchsrepubliken auf dem Athos bis weit in die frühchristliche Zeit zurückverfolgt wird, so lassen sich die ersten sicheren Hinweise auf mönchisches Leben auf dem Athos wohl erst zu Beginn des 9. Jahrhunderts in byzantinischer Zeit nachweisen.
Die Geschichte der Athos-Klöster ist eng mit dem Streit um das rechte mönchische Leben verbunden, der in der Orthodoxie immer wieder – und eben auch auf dem Athos – heftig aufflammte: der Hesychasmus-Streit zwischen Hesychasten und byzantinischen Humanisten. Der Wortführer der hesychastischen Seite war der Athos-Mönch Gregorios Palamas (1296/1297–1359), der die vollkommene innere Ruhe (griech. ἡσυχία, hēsychía) in eremitischer Einsamkeit durch ständiges Beten des Jesusgebets als Voraussetzung sah, um das Licht der Verklärung Jesu, das sogenannte „Taborlicht“ zu sehen. Seine Theologie verschaffte der hesychastischen Praxis ihre theoretische Begründung und Rechtfertigung. Palamas verteidigte den Hesychasmus gegen die Kritik Barlaams von Kalabrien, der im Sinne eines nominalistischen Humanismus Kritik an der mystischen Praxis und ihrer Begründung durch die Schriften von Gregorios Palamas übte. Auf mehreren Konzilien in Konstantinopel fiel im Zeitraum von 1341 bis 1351 die Entscheidung der byzantinischen Kirche, zunächst die Gegner des Hesychasmus zu verurteilen und dann die theoretische Begründung des Hesychasmus durch Gregorios Palamas („Palamismus“) zur verbindlichen Kirchenlehre zu erheben.
Seit dem 11. Jahrhundert hatte der Berg Athos auch für die Christen der Kiewer Rus große Bedeutung. Es entstanden Klöster für Mönche aus der Rus. Vom 15. Jahrhundert an trugen die Moskauer Fürsten zur Finanzierung der Klöster bei und gründeten eigene. Sie wurden vom 16. Jahrhundert an dem Moskauer Patriarchat unterstellt.
Um die Wende zum 20. Jahrhundert, also 550 Jahre nach ersten großen Auseinandersetzungen, fand der theologische Grundsatzstreit um den Hesychasmus zwischen Realisten und Nominalisten, zwischen rationalistischen Theoretikern und den an der mystischen Praxis orientierten Theologen, eine Fortsetzung. Er ging als Streit um die Imjaslavie-Bewegung, die Verehrung des Namens Gottes, in die Geschichte des Athos und der Orthodoxie ein. Der Streit trug nicht unwesentlich zum Niedergang des „russischen Berg Athos“ bei. Da sich die Mönche gegen den Heiligen Synod, die unter staatlicher Kontrolle stehende Kirchenführung im Zarenreich, stellten, ließ der russische Botschafter in Istanbul mit Hilfe von Soldaten und Feuerwehrleuten mehr als 1000 Mönche aus ihren Klöstern vertreiben und nach Russland deportieren.
Im Verlauf des Zweiten Weltkriegs besetzte die Wehrmacht Griechenland. Im Jahr 1941 erkundete eine deutsche Expedition unter Franz Dölger die Mönchsrepublik. Im April 1941 sandten einige Mönche von Athos ein Dokument zu Adolf Hitler und ernannten ihn zum nächsten byzantinischen Kaiser. Hitler erhielt das Dokument im Jahr 1942 und hielt es für "erhaltenswert".
Ein Immobilien-Skandal im Jahr 2008 um das Kloster Vatopedi stürzte die griechische Regierung. Der Abt des Klosters, Archimandrit Efraim, wurde am 25. Dezember 2011 von der griechischen Polizei festgenommen, das Vermögen des Klosters wurde eingefroren.
Auch noch im Jahr 2022 galt laut Vasilios Makrides der unbestrittene Einfluss der russischen Kirche auf die Mönchsrepublik als erheblich und Russland versuche, den kulturellen Einfluss auf den Norden Griechenlands auszuweiten. Russische Staatsbeamte und Oligarchen versuchten mit Spenden, bestimmte Geistliche und die russische Präsenz zu stärken. Es wurde über falsche Mönche berichtet und den Kampf gegen Kriegspropaganda auf russischen Websites, welche „Vertreibungen“ russischer Mönche herbeischrieben.

## Weltkulturerbe
Die 20 Großklöster der orthodoxen Mönchsrepublik sind Teil des UNESCO-Welterbes. Das erste Kloster, die Große Lavra, wurde 963 vom byzantinischen Mönch Athanasios Athonites gegründet. Bis zu diesem Zeitpunkt siedelten auf dem Athos bereits Mönche, die sich an den Vorbildern der asketischen Mönche im Alten Ägypten orientierten. Bald gründeten bulgarische, rumänische, russische, georgische und serbische Mönche weitere Großklöster auf dem Berg Athos. Es gab auch italienische Gemeinden, z. B. die der sogenannten Amalfitaner (nach der Stadt Amalfi) südlich des Klosters Karakallou, welche jedoch im 12. Jahrhundert verlassen wurden.
Heute gibt es 20 Großklöster, davon sind 17 griechisch, eines serbisch (Kloster Chílandar), eines bulgarisch (Kloster Zografou) und eines russisch (Kloster Panteleímonos).
Neben den Klöstern gibt es auf dem Athos die Siedlungsform der Skiten (griechisch σκήτες), die jeweils von ihrem Mutterkloster abhängen, somit keine eigenständigen Rechte in Regierung und Verwaltung der Mönchsrepublik besitzen. Skiten, rund um einen klösterlichen Zentralbau angelegt, der in Gebäuden und Funktionen den größeren Klöstern gleicht, sind dörfliche Siedlungen, deren Bauten in Kalívia (griechisch καλύβια ‚Hütten‘), Wohnbauten für mehrere Mönche, und Kelliá (griechisch κελλιά ‚Zellen‘), Hütten für einen Bewohner, unterschieden werden. Außerdem siedeln an den schwer zugänglichen Hängen des eigentlichen Berges Athos Mönche in Eremitagen (griechisch ησυχαστήρια, Hesychasterien), zumeist Kleinstbauten und Höhlen.
Berühmt sind die Malerwerkstätten des Athos, deren große Tradition der Ikonenmalerei bis ins Hochmittelalter zurückreicht.

## Siedlungen, Klöster, Skiten und ihre Bewohner

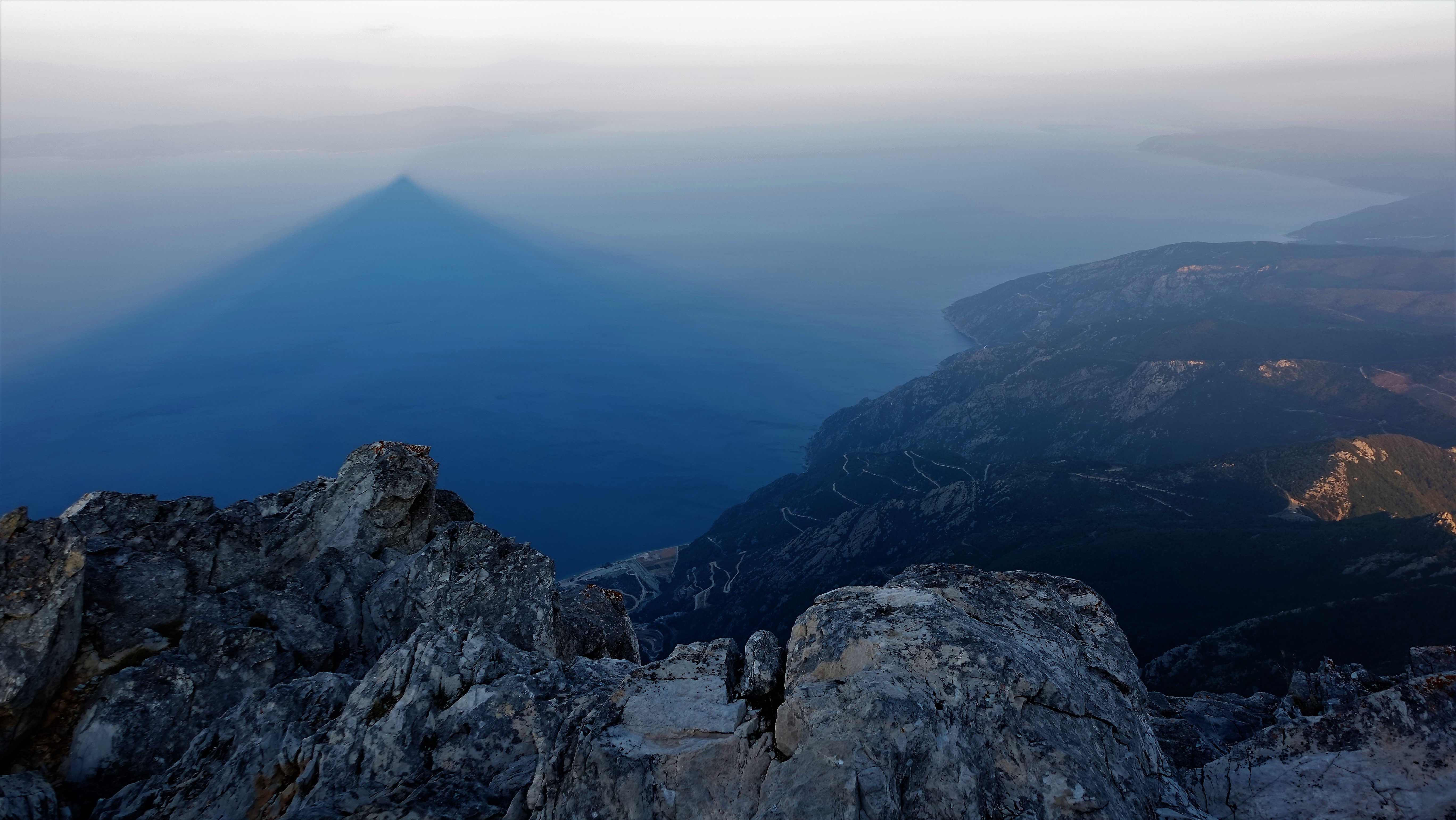
Sonnenaufgang auf dem Gipfel des Berg Athos mit Blick auf die Halbinsel und die Silhouette des Berges, die in die Ägäis projiziert wird

### Klöster

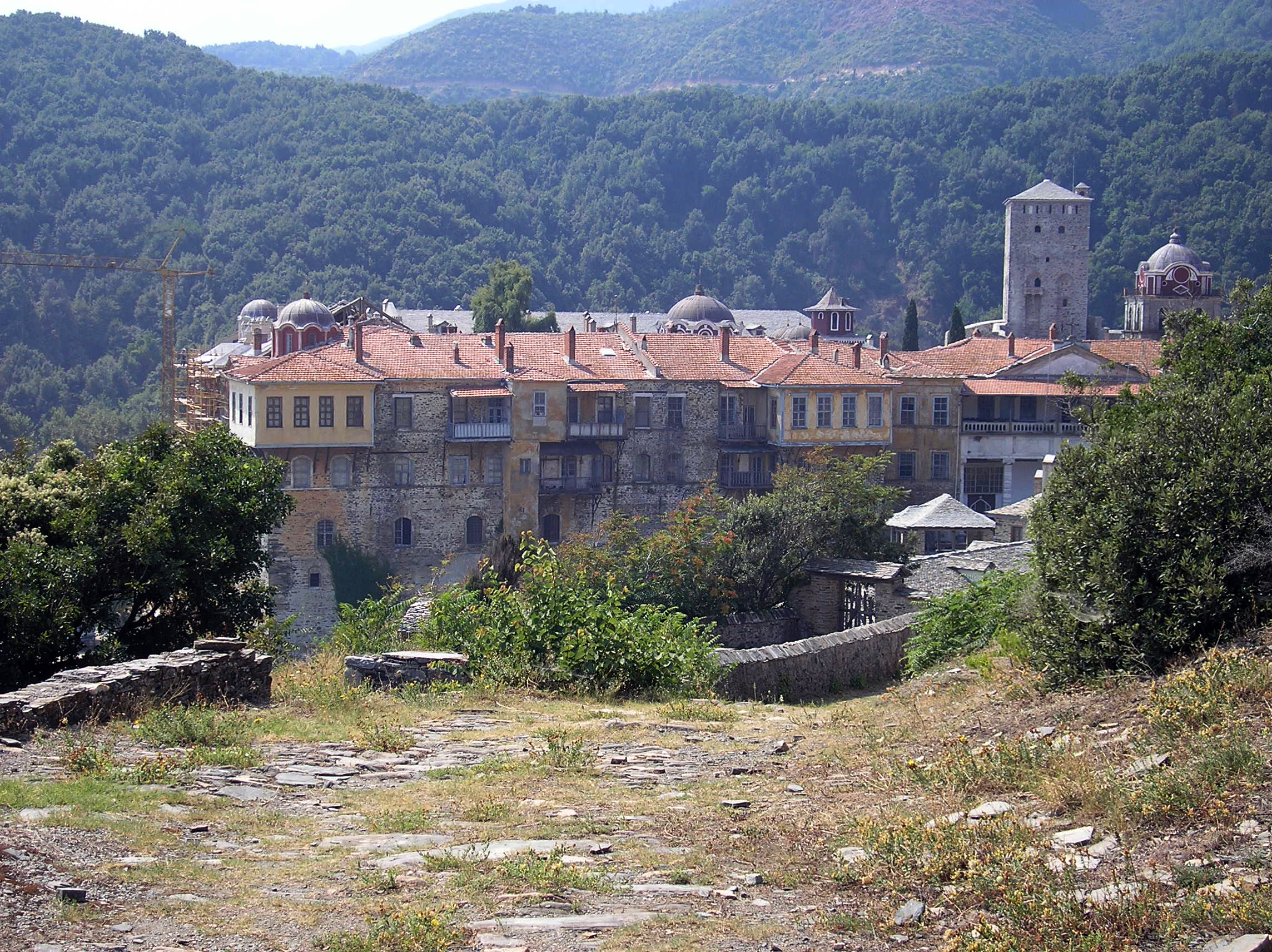
Kloster Iviron
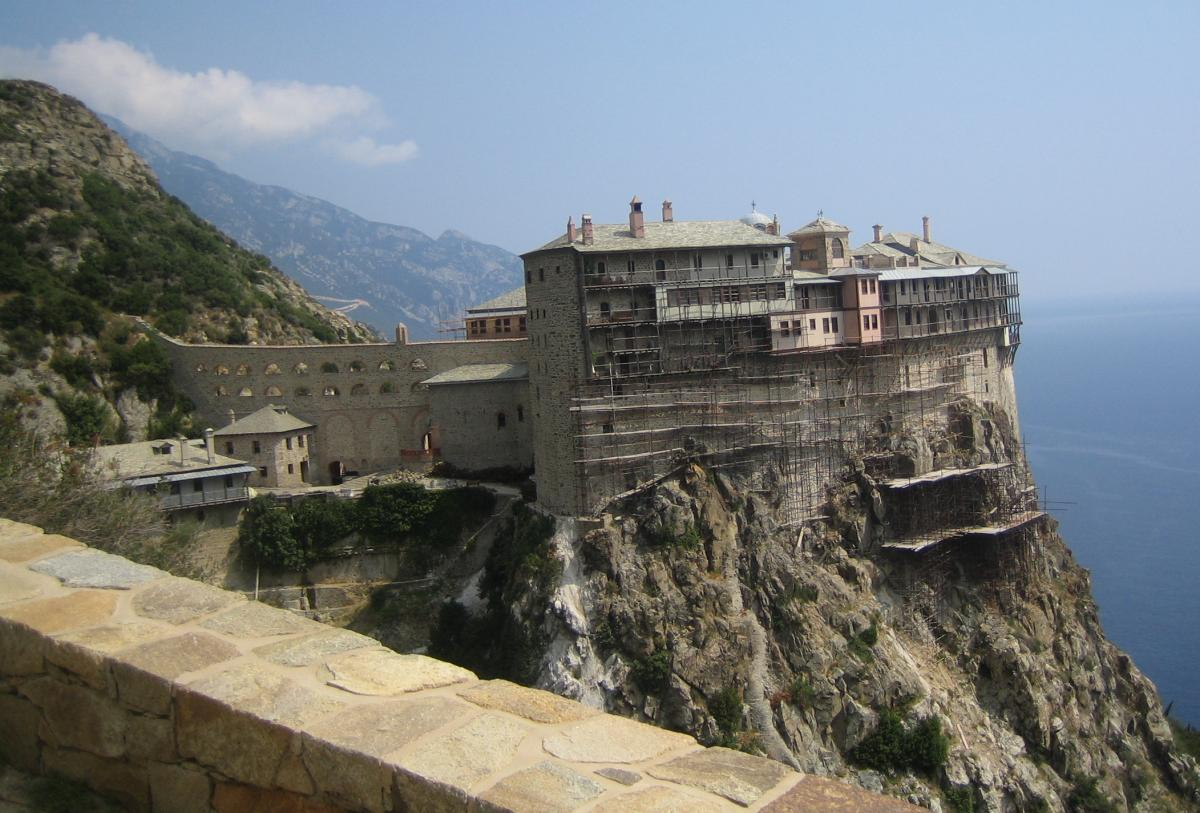
Kloster Simonos Petras
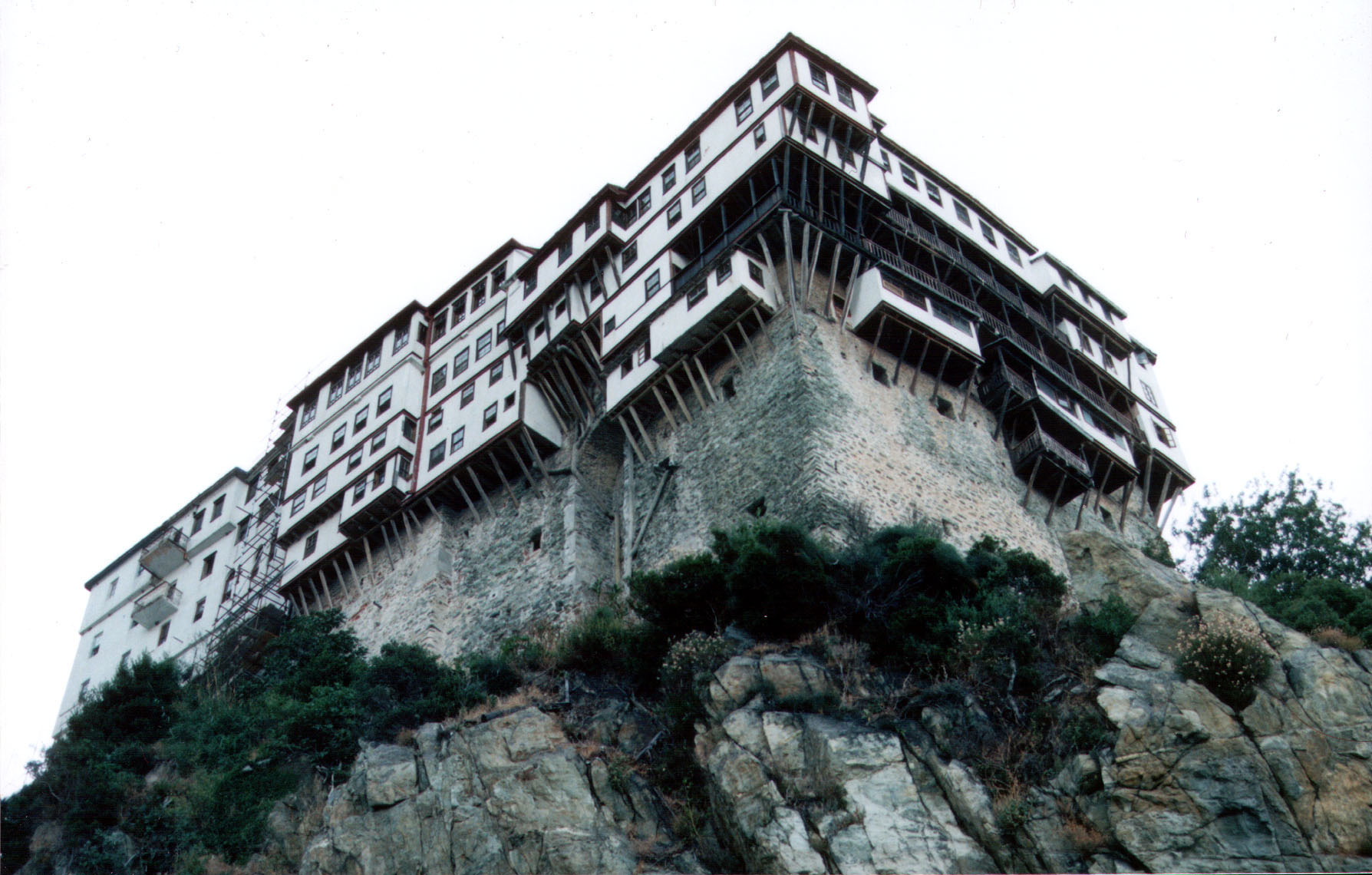
Kloster Agiou Dionysiou
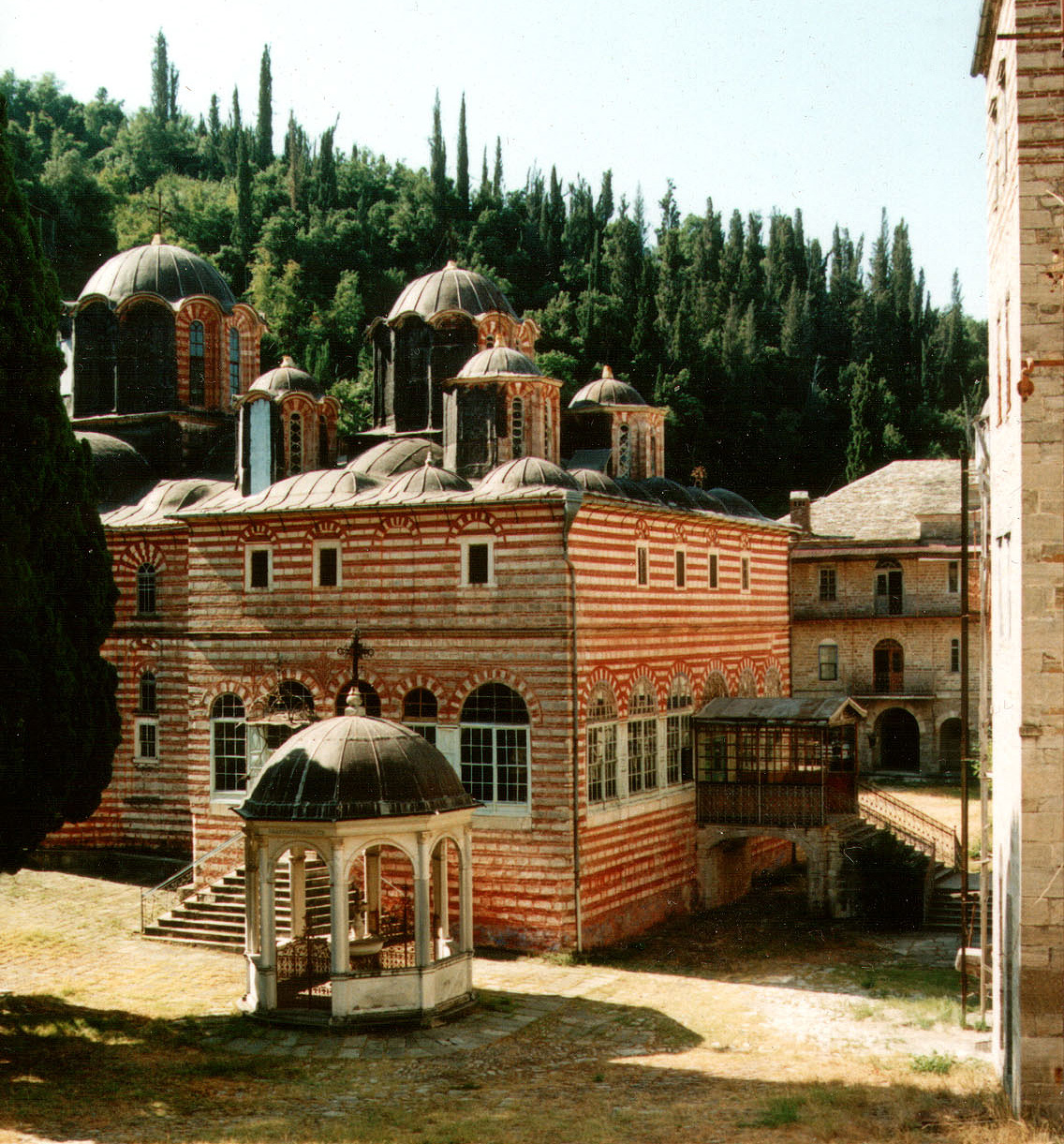
Kloster Zografou
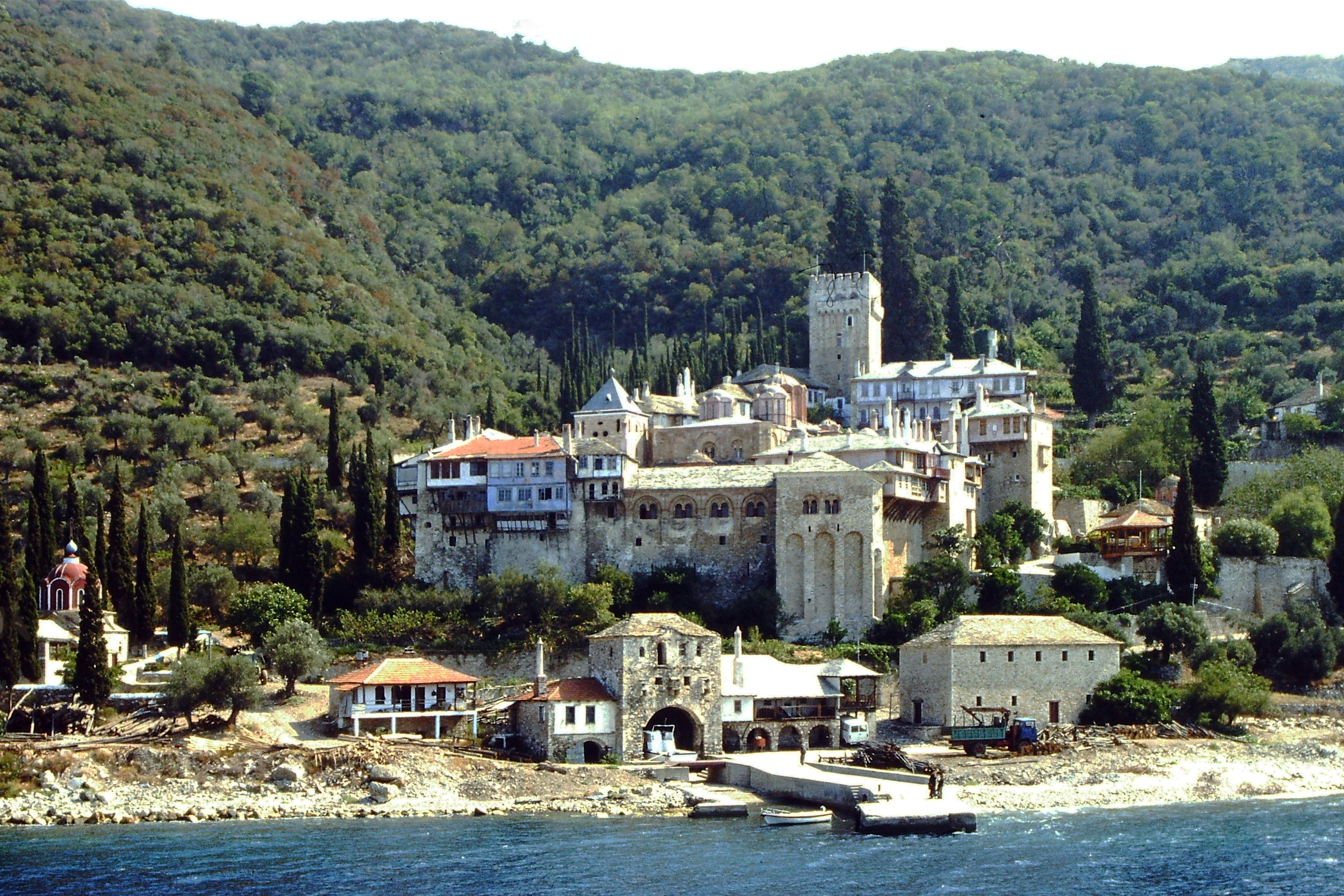
Kloster Dochiariou

| Kloster (geordnet nach Hierarchie)                     | 1903 | 1959  | 1968  | 1978  | 1988  | 1992  | 2001  | 2011  |
| ------------------------------------------------------ | ---- | ----- | ----- | ----- | ----- | ----- | ----- | ----- |
| Kloster Megisti Lavra (Μονή Μεγίστης Λαύρας)           | 1187 | 459   | 406   | 348   | 309   | 345   | 064   | 079   |
| Kloster Vatopedi (Μονή Βατοπεδίου)                     | 0966 | 129   | 083   | 060   | 055   | 075   | 163   | 148   |
| Kloster Iviron (Μονή Ιβήρων)                           | 0456 | 101   | 068   | 052   | 053   | 061   | 071   | 032   |
| Kloster Chilandar (Μονή Χιλανδαρίου)                   | 0385 | 063   | 055   | 069   | 045   | 050   | 092   | 058   |
| Kloster Agiou Dionysiou (Μονή Αγίου Διονυσίου)         | 0131 | 053   | 040   | 035   | 059   | 060   | 071   | 036   |
| Kloster Koutloumousiou (Μονή Κουτλουμουσίου)           | 0214 | 107   | 068   | 066   | 073   | 077   | 086   | 075   |
| Kloster Pantokratoros (Μονή Παντοκράτορος)             | 0548 | 118   | 084   | 063   | 057   | 050   | 025   | 028   |
| Kloster Xiropotamou (Μονή Ξηροποτάμου)                 | 0106 | 043   | 036   | 022   | 038   | 034   | 025   | 000   |
| Kloster Zografou (Μονή Ζωγράφου)                       | 0155 | 021   | 015   | 013   | 011   | 011   | 048   | 042   |
| Kloster Dochiariou (Μονή Δοχειαρίου)                   | 0060 | 029   | 016   | 011   | 031   | 032   | 003   | 053   |
| Kloster Karakallou (Μονή Καρακάλλου)                   | 0130 | 042   | 030   | 013   | 016   | 026   | 060   | 045   |
| Kloster Filotheou (Μονή Φιλοθέου)                      | 0133 | 044   | 036   | 081   | 082   | 074   | 057   | 065   |
| Kloster Simonos Petras (Μονή Σίμωνος Πέτρας)           | 0108 | 027   | 018   | 061   | 078   | 078   | 094   | 075   |
| Kloster Agiou Pavlou (Μονή Αγίου Παύλου)               | 0250 | 115   | 111   | 087   | 085   | 085   | 112   | 048   |
| Kloster Stavronikita (Μονή Σταυρονικήτα)               | 0219 | 035   | 026   | 043   | 040   | 033   | 042   | 039   |
| Kloster Xenofontos (Μονή Ξενοφώντος)                   | 0195 | 066   | 043   | 039   | 050   | 046   | 123   | 072   |
| Kloster Osiou Grigoriou (Μονή Οσίου Γρηγορίου)         | 0105 | 053   | 034   | 057   | 072   | 077   | 107   | 096   |
| Kloster Esfigmenou (Μονή Εσφιγμένου)                   | 0091 | 046   | 025   | 041   | 040   | 056   | 121   | 002   |
| Kloster Agiou Panteleimonos (Μονή Αγίου Παντελεήμονος) | 1928 | 061   | 027   | 030   | 032   | 040   | 088   | 067   |
| Kloster Konstamonitou (Μονή Κωνσταμονίτου)             | 0065 | 029   | 017   | 016   | 026   | 027   | 044   | 051   |
| Gesamtzahl                                             | 7432 | 16410 | 12380 | 12170 | 12550 | 13370 | 14960 | 11110 |

Das Kloster Zographou ist bulgarisch-orthodox, das größte Kloster Agiou Panteleimonos (Rossikon) russisch-orthodox, das Kloster Hilandar serbisch-orthodox.

### Skiten und Siedlungen
| Skiti/Siedlung                                                                  | 1991 | 2001 | 2011 |
| ------------------------------------------------------------------------------- | ---- | ---- | ---- |
| Karyes (Καρυές Karyés, auch: Kariés oder hochsprachlich Karyä, Καρυαί)          | 216  | 233  | 163  |
| Vígla – Ágios Nílos (Βίγλα – Άγιος Νείλος)                                      | 000  | 012  | 018  |
| Vouleftíria (Βουλευτήρια)                                                       | 000  | 011  | 013  |
| Dáfni (Δάφνη)                                                                   | 016  | 038  | 000  |
| Karoúlia (Καρούλια)                                                             | 000  | 004  | 007  |
| Katounákia (Κατουνάκια)                                                         | 000  | 036  | 039  |
| Kapsála (Καψάλα)                                                                | 000  | 019  | 030  |
| Kerasiá – Ágios Vasílios (Κερασιά – Άγιος Βασίλειος)                            | 000  | 027  | 029  |
| Metóchi Chourmítsa (Μετόχιον Χουρμίτσης)                                        | 011  | 012  | 015  |
| Néa Skíti (auch: Skíti Theotókou) (Νέα Σκήτη)                                   | 000  | 048  | 045  |
| Prováta – Morfonoú (Προβάτα – Μορφονού)                                         | 000  | 029  | 035  |
| Skíti Agías Annis (Σκήτη Αγίας Άννης)                                           | 126  | 094  | 092  |
| Skíti Agías Triádos (Σκήτη Αγίας Τριάδος)                                       | 029  | 040  | 029  |
| Skíti Agíou Andréou Vatopedíou (Σκήτη Αγίου Ανδρέου Βατοπεδίου)                 | 000  | 089  | 046  |
| Skíti Agíou Dimitríou Vatopedíou (Σκήτη Αγίου Δημητρίου Βατοπεδίου)             | 000  | 016  | 000  |
| Skíti Agíou Dimitríou (Σκήτη Αγίου Δημητρίου)                                   | 000  | 009  | 058  |
| Skíti Agíou Panteleímonos (Σκήτη Αγίου Παντελεήμονος)                           | 024  | 016  | 017  |
| Skíti Evangelismós tis Theotókou (Σκήτη Ευαγγελισμός της Θεοτόκου)              | 026  | 010  | 007  |
| Skíti Theotókou (Σκήτη Θεοτόκου)                                                | 035  | 001  | 002  |
| Skíti Profítou Ilíou (Σκήτη Προφήτου Ηλίου)                                     | 002  | 000  | 010  |
| Skíti Timíou Prodrómou Ivíron (Σκήτη Τιμίου Προδρόμου Ιβήρων)                   | 006  | 007  | 004  |
| Skíti Timíou Prodrómou Megístis Lávras (Σκήτη Τιμίου Προδρόμου Μεγίστης Λαύρας) | 013  | 015  | 041  |

## Lebensform

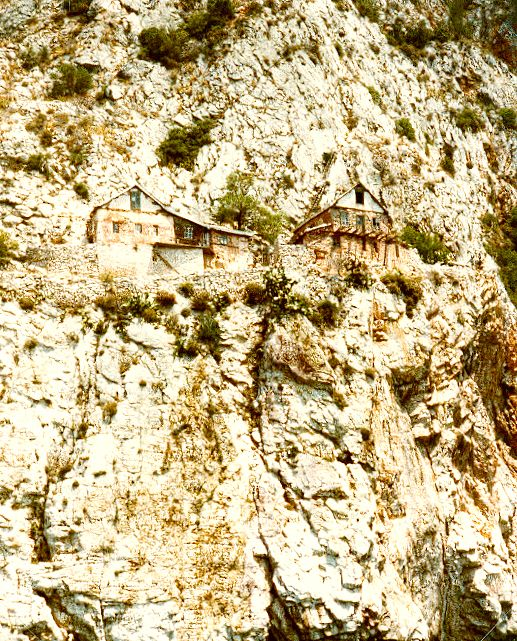
Eremitenbehausungen an der Steilküste

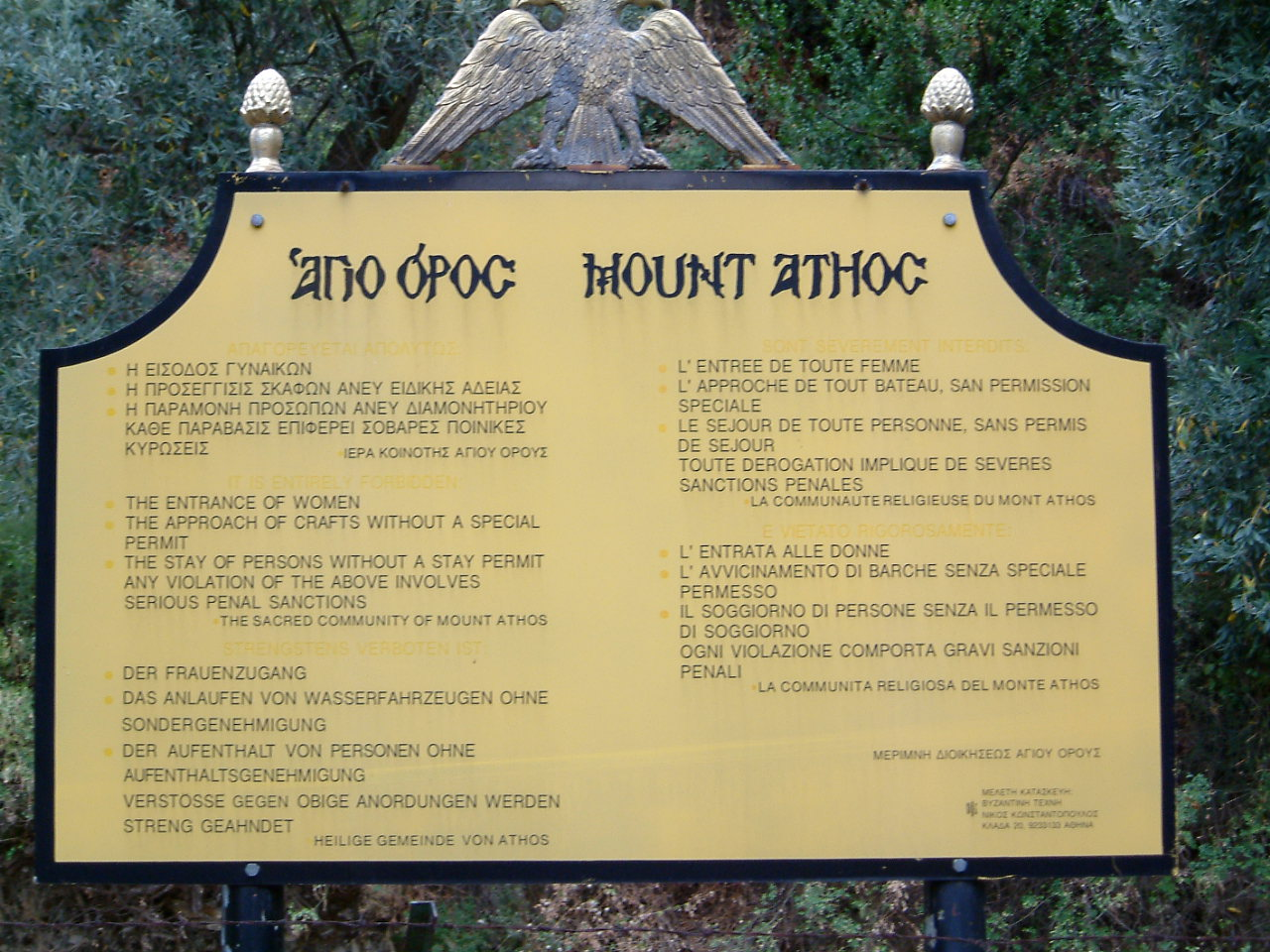
Grenze zu Athos bei Ouranoupolis

Die meisten Klöster waren früher idiorhythmisch organisiert. Noch 1986 wollten die Mönche von Vatopedi diesen Lebensstil beibehalten und verweigerten die Aufnahme jüngerer Mönche aus Klöstern, die seit 1980 zum koinobitischen Lebensstil zurückgekehrt waren, ebenso wie es die klosterähnlichen Skiten (zum Beispiel Skíti Prophíti Ilíou, Skíti Agíou Andréou u. a.) waren. Demgegenüber leben aber die Mönche in den dorfähnlichen Skiten (zum Beispiel Néa Skíti, Skíti Agías Annis u. a.) idiorhythmisch.
Die Klöster folgen weiterhin dem julianischen Kalender, der gegenüber dem ab 1582 in Westeuropa und 1923 in Griechenland eingeführten gregorianischen Kalender mittlerweile um 13 Tage nachläuft. Die Stundeneinteilung orientiert sich ebenfalls am byzantinischen Vorbild: Der Tag beginnt also mit Sonnenuntergang (null Uhr) (Italienische Stunden); allein das Kloster von Iviron zählt die Stunden ab Sonnenaufgang (Babylonische Stunden).

## Pilgerreisen
Auf dem Berg war die Fortbewegung lange Zeit nur zu Fuß oder mit Maultieren möglich. Im Jahr 1963 wurde zur 1000-Jahr-Feier die erste Schotterstraße zwischen Dafni, dem Hafen von Athos, den man per Schiffsverbindung von Ouranopolis aus erreicht, und der Hauptstadt Karyes gebaut. Inzwischen sind alle 20 Klöster des Athos an das Straßennetz angeschlossen und werden regelmäßig von Geländewagen oder Bussen angefahren. Einige Skiten im gebirgigen Südteil der Halbinsel sind aber weiterhin nur über Maultierpfade oder per Schiff erreichbar. Die Halbinsel ist für männliche Pilger, jedoch nicht für Touristen zugänglich.
„Neubekehrte“ russische Oligarchen und Beamte, darunter Sergei Naryschkin bildeten in den Nullerjahren einen elitären „Athos-Klub“, worauf es zur Erstellung von Luxus-Cottages mit Resort-Infrastruktur kam. Die unermesslichen Spenden aus Russland wurden im Sommer 2022 von Griechenland blockiert, nachdem Presseberichte behaupteten, Athos würde als Aufklärungs- und Sabotagezentrum missbraucht.

## Zutrittsverbot für Frauen(Ávaton)
Das Zutrittsverbot ist seit dem Jahr 1045 in Kraft. Seitdem dürfen Frauen keinen Fuß auf die Halbinsel setzen. Schiffe mit Frauen an Bord müssen von der Athosküste einen Abstand von 500 Metern einhalten.
Der Athos heißt auch to perivóli tis Panagías ‚der Garten der Gottesmutter‘ und sei im theologischen Sinne einzig und allein der obersten Heiligen der orthodoxen Kirche, Maria, vorbehalten. So ist der Zutritt zum Berg Athos Frauen grundsätzlich untersagt.
Die Frau auf dem Berg Athos war im 19. Jahrhundert ein beliebtes literarisches Motiv, so in der Oper Der heilige Berg (1914) des norwegischen Komponisten Christian Sinding. Bei der Aufnahme Griechenlands in die Europäische Gemeinschaft im Jahr 1981 wurde der politisch-rechtliche Sonderstatus der Mönchsrepublik anerkannt, dennoch hat in jüngster Zeit das Ávaton wiederholt zu Kontroversen mit der Europäischen Union geführt; so forderte das Europaparlament zuletzt 2003 in einem nicht bindenden Beschluss mit knapper Mehrheit dessen Abschaffung.
Immer wieder wurde das Avaton von Frauen übertreten, so von Helena, der Frau des serbischen Herrschers Stefan Uroš IV. Dušan im 14. Jahrhundert: Er wollte sie der Legende nach vor der Pest schützen und brachte sie deshalb zu den Mönchen. Damit sie das Gesetz nicht brach, setzte sie angeblich keinen Fuß auf den Boden – sie wurde immer in einer Sänfte herumgetragen. Die französische Autorin Maryse Choisy war in den 1920er Jahren als Matrose verkleidet in Athos (beschrieben in ihrem Buch Ein Monat unter Männern). Das Time-Magazin berichtete 1953 von einer griechischen Schönheitskönigin, die sich als Mann ausgab und Athos besuchte. Fünf griechische Urlauberinnen betraten 1969 eigenmächtig das Gebiet des Athos. Eine deutsche Touristin verirrte sich 1989 in den Mönchsstaat. Im Januar 2008 übersprangen sechs griechische Frauen vor laufender Kamera die Grenze zum Mönchsstaat, um gegen Gebietsansprüche der Mönche außerhalb des Athos zu protestieren.

## Nutztierhaltung
Das Verbot weiblicher Wesen auf Athos betrifft auch die Haltung von Haustieren – außer den allgegenwärtigen Katzen, die einen gewissen Schutz vor Mäusen, Ratten und Schlangen gewähren, sowie den zahlreichen Bienenvölkern. Als Lasttiere werden (männliche) Esel, Pferde und Maultiere von außerhalb bei Bedarf eingeführt. Die immer wieder kolportierte Geschichte von den Hühnern, die Eidotter für Ikonenmaler liefern, ist in den heutigen Zeiten eines gut organisierten und motorisierten Warenverkehrs auf dem Athos obsolet.

## Verwaltung

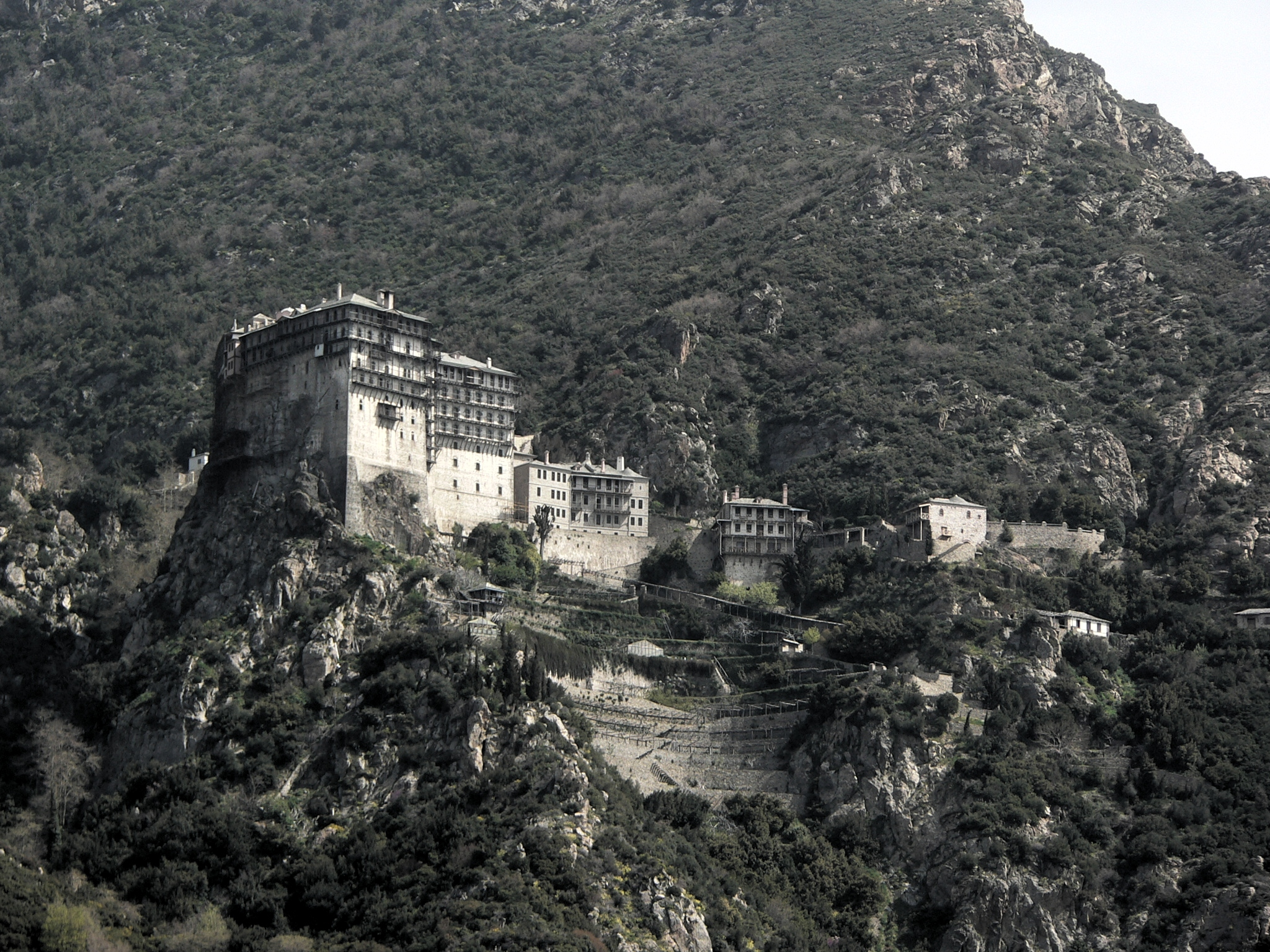
Kloster Simonos Petras

Die Mönchsrepublik gehört völkerrechtlich zu Griechenland, genießt staatsrechtlich jedoch einen Autonomiestatus. Dadurch obliegen ihr einige innenpolitische Entscheidungen und die Verwaltung des Berges. Der Berg Athos ist zwar Teil des Zollgebiets der Europäischen Union, jedoch nicht Bestandteil des Mehrwertsteuergebietes. Der Berg Athos gehört aber zum Schengen-Raum. Jedes Kloster ist innerhalb der Mönchsrepublik autonom und wird von einem auf Lebenszeit gewählten Abt geleitet. Die Macht liegt bei den 20 Großklöstern, von denen Kleinklöster (Metóchia), Mönchsdörfer (Skiten) und Einsiedeleien (Kelliá) abhängen.
In dem kleinen Hauptort Karyes befindet sich die Kirche des Protaton sowie das Gebäude der Hierá Sýnaxis (‚Heilige Versammlung‘), die aus den Äbten der 20 Klöster besteht und legislative und judikative Funktionen wahrnimmt. In Karyes gibt es 19 Kellia (‚Zellen‘), in denen die Äbte untergebracht sind. Eine Ausnahme hierzu bildet das Kloster Koutloumousiou, da es in der Nähe von Karyes angesiedelt ist und demzufolge eine eigene Zelle nicht benötigt. Karyes ist der Sitz der Hierá Koinótis (‚Heilige Zusammenkunft‘), des „Parlaments“, in das jedes Großkloster einen Vertreter (Antiprósopos, Nominativ) entsendet. Der Prótos (‚der Erste‘), der jährlich neugewählte Vorsitzende der Exekutive, hat seinen Sitz ebenfalls dort.
Der staatliche Gouverneur Griechenlands auf dem Athos untersteht dem griechischen Außenministerium und ist zusammen mit einigen Beamten und Polizisten für die Einhaltung der Verfassung des Athos und die Wahrung von Sicherheit und Ordnung zuständig.

### Post
Postalisch gehört Athos zu Griechenland, auf dem Gebiet befinden sich zwei Postfilialen, die durch die Griechische Post (ELTA) betrieben werden. Mit Autorisierung durch den Weltpostverein wurden von 2008 bis 2017 für Athos eigene Briefmarken ausgegeben, die nur für Sendungen gültig waren, die dort aufgegeben wurden.

### Kfz-Kennzeichen

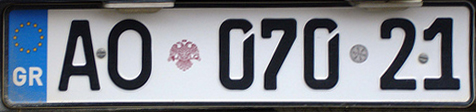
Athos-Kennzeichen

Seit 1983 vergab Athos Kfz-Kennzeichen für die wenigen Fahrzeuge, die innerhalb deren Gebiets im Einsatz waren. Diese waren jedoch außerhalb nicht gültig oder anerkannt. Seit 2004 gibt es eine neue Serie. Diese Kennzeichen tragen links das blaue Euro-Feld mit dem Nationalitätszeichen GR für Griechenland, aber eine eigene Nomenklatur (AO 999 99) und die in Griechenland nicht verwendete FE-Schrift. Sie sind weltweit gültig und unterscheiden sich von den übrigen griechischen Kennzeichen, da die Mönchsrepublik nicht zum steuerlichen Gebiet der EU gehört.

## Ultrakonservative Besetzung des Zentralgebäudes von Esfigmenou
Für internationale Schlagzeilen sorgte im Dezember 2005 die Besetzung des Konáki (Sitz des Vorstandes der Mönchsrepublik) durch 20 Mönche des Klosters Esfigménou. Damit protestierten sie gegen den Beschluss der übrigen 19 Klöster, die Vertretung ihres Klosters in den Gremien der Mönchsrepublik nicht mehr anzuerkennen. Ausgelöst wurde der Eklat nach jahrzehntelang schwelender Krise 2003, als die Mönche von Esfigménou dem Oberhaupt der orthodoxen Kirche, Patriarch Bartholomäus I. von Konstantinopel „Verrat an der Orthodoxie“ vorwarfen, weil er mit der römisch-katholischen Kirche Gespräche aufgenommen hatte. Daraufhin forderte der Patriarch die Rebellen zum Verlassen der Mönchsrepublik auf. Die Mönche von Esfigménou ignorierten die Forderung. Im Dezember 2006 kam es zu einer gewalttätigen Auseinandersetzung, als gemäßigte Mönche versuchten, den besetzten Verwaltungskomplex zu räumen. Es gab eine Handvoll Verletzte, aber die Besetzung dauert an. Die griechische Regierung bot Polizei- und Militärhilfe an, was vonseiten der Mönche abgelehnt wurde. Im August 2008 drohten die Mönche damit, sich und ihr Kloster in die Luft zu sprengen, falls die Polizei versuche, es zu räumen. „Orthodoxie oder Tod“ ist denn auch das Motto dieser auch Zeloten genannten Mönche der GOC (Kirche der wahren orthodoxen Christen Griechenlands).
Die Mönche hielten die Räumlichkeiten auch im Jahr 2022 besetzt. Auf Nachfrage der NZZ beklagte Abt Bartholomäus die klandestinen Bewegungen der Unterstützer illegal über die Landesgrenzen; niemand wisse genau, wer sich in dem besetzten Gebäude verstecke. Es sei auch unbekannt, in welchem Zustand die jahrhundertealten Reliquien, Bücher und Ikonen seien und ob sie überhaupt noch dort seien.

## Klosterbrand am 3./4. März 2004

Kloster Chiliandarí

Bei einem Feuer in der Nacht vom 3. zum 4. März 2004 im serbischen Kloster Hilandar wurden zwei Drittel der Klosteranlage ein Raub der Flammen. Ursache des Feuers war möglicherweise ein Schwelbrand in einem Kamin einer Mönchszelle, von wo aus der Brand zuerst auf den Gästetrakt, dann auf den Wohnbereich der Mönche übergriff. Der gesamte Gästetrakt (das sog. Archondaríki), die Magazine, Vorratsräume des Klosters und etwa 100 Mönchszellen wurden zerstört. Vor dem Wehrturm des Klosters, in dem alle wertvollen Handschriften, Ikonen und liturgischen Geräte untergebracht sind, kam das Feuer zum Stillstand. Die zentrale Klosterkirche (das sog. Katholikón) und der Speisesaal (die sog. Trápeza) blieben vom Feuer verschont. In Medienberichten wurden auch andere Brandursachen, darunter auch Brandstiftung, diskutiert.
Obwohl immer noch kleinere Brände von den Feuerwehren bekämpft werden mussten, konnten die Mönche schon ab dem Abend des 5. März wieder ihre Gottesdienste im Katholikón feiern. Schon wenige Wochen nach dem Brand konnten auch wieder Pilger beherbergt werden. Der ehemalige serbische Ministerpräsident Vojislav Koštunica rief in seinem Land zu Spenden für die Wiederherstellung des Klosters auf und auch die serbisch-orthodoxe Kirche sammelte Mittel zur Restaurierung.

## Der Berg Athos in alpinistischer Hinsicht
Die höchste Erhebung der Athos-Halbinsel ist der Berg Athos im engeren Sinne, ein kegelförmiges und auf allen Seiten steiles Bergmassiv mit nur einem einzigen deutlich ausgeprägten Gipfel (2033 m). Es ragt am südöstlichen Ende der Athos-Halbinsel direkt aus dem Meer auf und erreicht somit einen für nichtvulkanische Gebirgsmassive bemerkenswerten Höhenunterschied von über 2000 Metern auf kürzester horizontaler Distanz.
Während der Berg Athos nach Norden hin mit schroffen Wänden abbricht, bietet die Südflanke eine gute Aufstiegsmöglichkeit. Von einer der Seiten im südlichen Teil der Halbinsel oder vom Kloster Megistis Lavras her kommend, führt ein durchgehend gut erkennbarer Pfad von der Wegkreuzung Stavrós über die bunkerartige Kapelle Panagía (1.500 m) zum Gipfel hinauf. Er bietet keine technischen Schwierigkeiten und ist aufgrund der unterschiedlichen Vegetationszonen und der weiten Ausblicke aufs Meer hinaus abwechslungsreich und landschaftlich sehr reizvoll. Trotz der bescheidenen Höhe von 2033 m bietet der Berg Athos durchaus alpine Anforderungen, da er sehr exponiert jeden Wetterwechsel einfängt, auch im Sommer mit plötzlichem Schneefall überraschen kann, tagsüber oft in Wolken gehüllt ist und in den frühen Morgenstunden das Thermometer am Gipfel oft unter Null Celsius fällt. Diese Wetterbesonderheit ist seit dem Altertum bekannt, da geschichtlich überliefert ist, dass die Flotte der Perser beim ersten Feldzug unter Darius I. bei der Umsegelung des Athos in einen schweren Sturm geraten waren, der erhebliche Verluste verursacht hatte. Dies ist auch der geschichtliche Hintergrund für den Bau des sog. Xerxes-Kanal im Norden des Athos bei Ouranopoulos beim zweiten Invasionsversuch der Perser unter Xerxes.
Auf dem Gipfel befindet sich eine kleine Kapelle, Metamórfosis Sotíros („Verklärung des Heilands“), in der einmal im Jahr, am Festtag der Verklärung Christi (am 6. August nach julianischem Kalender, am 19. August nach gregorianischem) eine Nachtwache (Agrypnía) gefeiert wird.
Pilger, die den Berg besteigen wollen, können sowohl in der Panagía als auch in der Gipfelkapelle eine Notunterkunft finden. Die Besteigung des Athos erfordert keine besonderen alpinistischen Fähigkeiten. Im Sommer 2018 war die Gipfelkapelle wegen Bauarbeiten geschlossen, wobei das gesamte Gipfelplateau renoviert und gepflastert wurde. Am Gipfel tritt eine Gesteinsader eines blütenweißen sog. Carrara-Marmors zu Tage, welcher zum Teil für die Renovierung genutzt wird.
40° 9′ N, 24° 20′ O

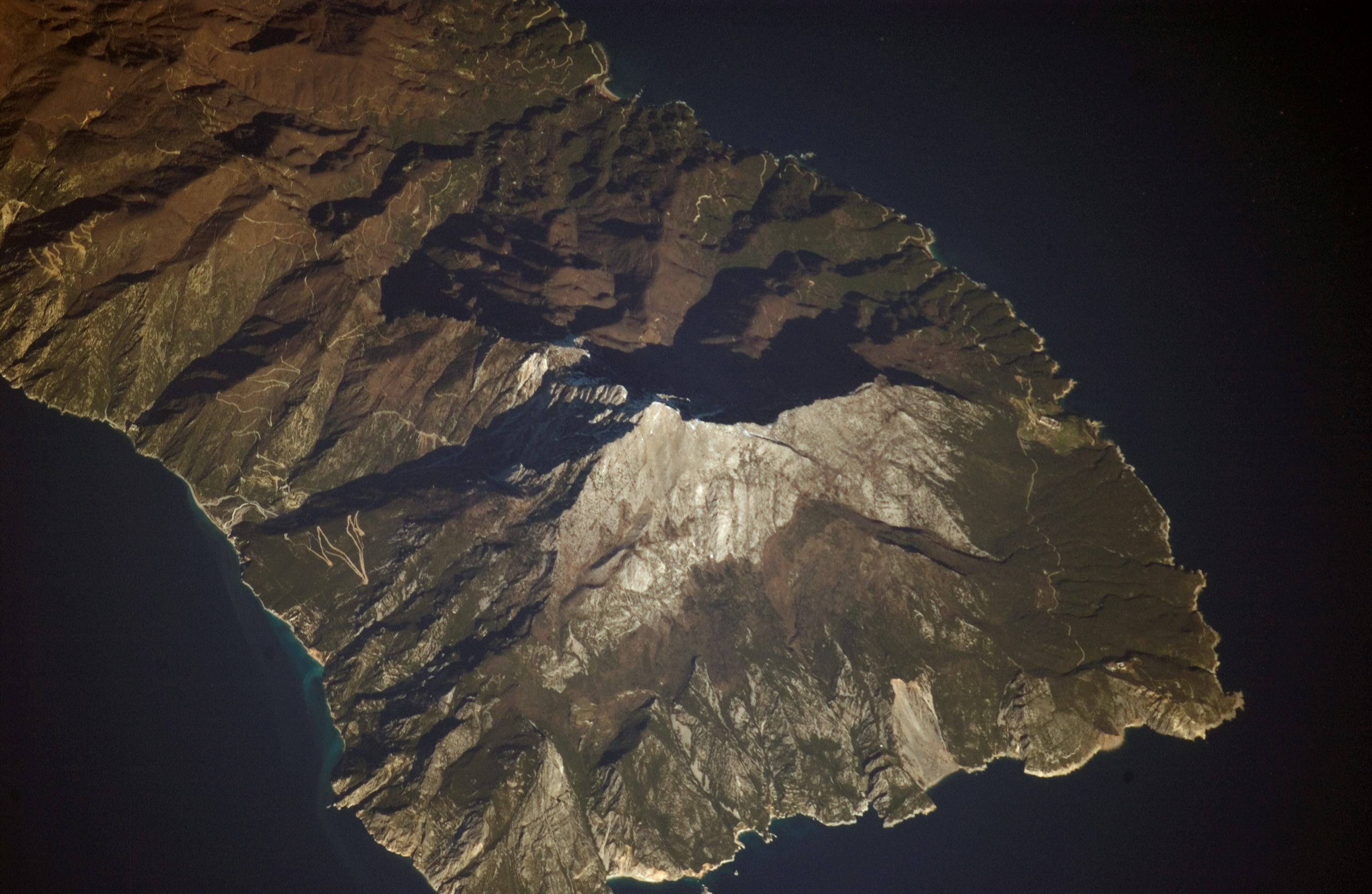
Satellitenbild des Berges Athos
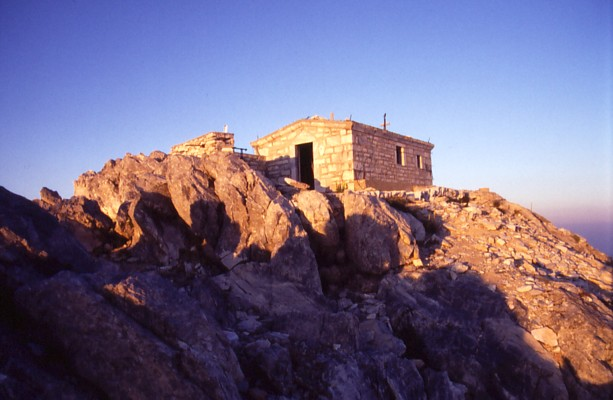
Die Kapelle auf dem Gipfel des Athos
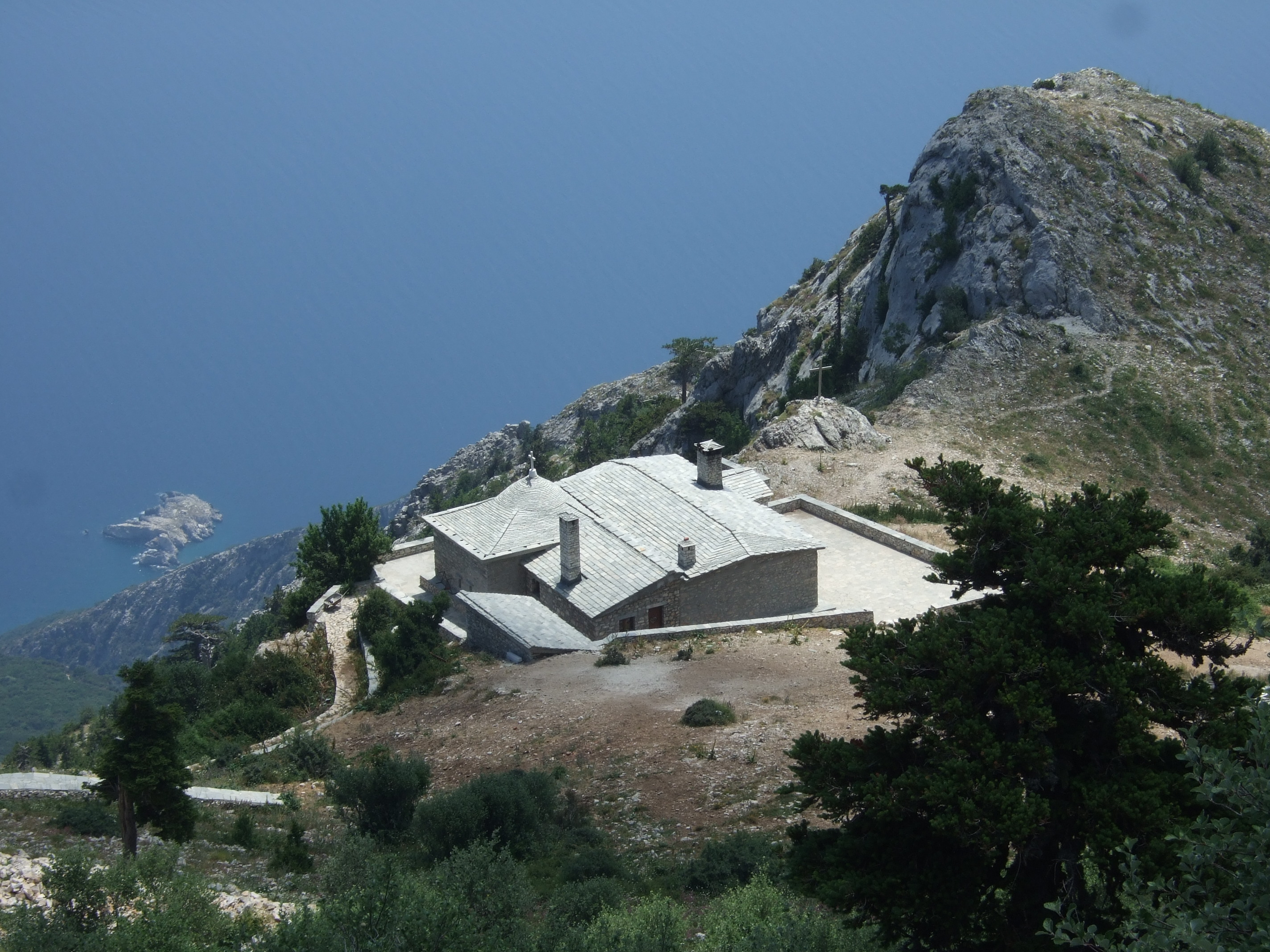
Die Kapelle Panagia in ca. 1500 Metern Höhe